# Sibutong
Sibutong ist eine aus mehreren Felsen bestehende Insel und Bestandteil der Gruppe der Caluya-Inseln, welche sich in der philippinischen Provinz Antique befindet.

## Lage und Geographie
Die Insel liegt ca. 107 m westlich der Küste der größeren Insel Semirara. Der größere der beiden Felsen hat eine Länge ca. 100 m und ist teils nur ca. 43 m breit. Beide Felsbrocken sind im Innenteil mit Wald überzogen. Im Norden der größeren Insel gibt es vereinzelt Felsen ohne Vegetation. Größere Erhöhungen gibt es keine.